# Мессьє 56
Мессьє 56 (відоме також як М56 та NGC 6779) — кулясте зоряне скупчення розташоване в сузір'ї Ліри.

## Історія відкриття
Відкрито Шарлем Мессьє 19 січня 1779 року.

## Цікаві характеристики

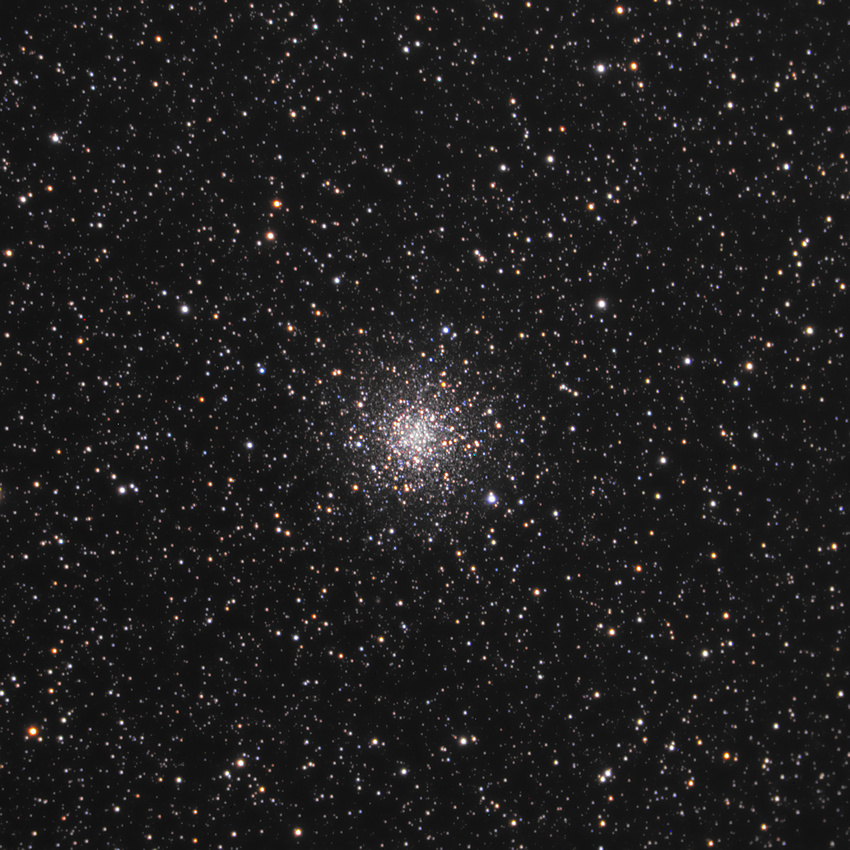
Мессьє 56 в аматорський телескоп

М56 знаходиться на відстані 32 900 світлових років від Землі та становить у поперечнику 85 світлових років.
Найяскравіші зірки М56 мають видиму зоряну величину 13m. Воно включає близько дюжини відомих змінних зірок.

## Спостереження

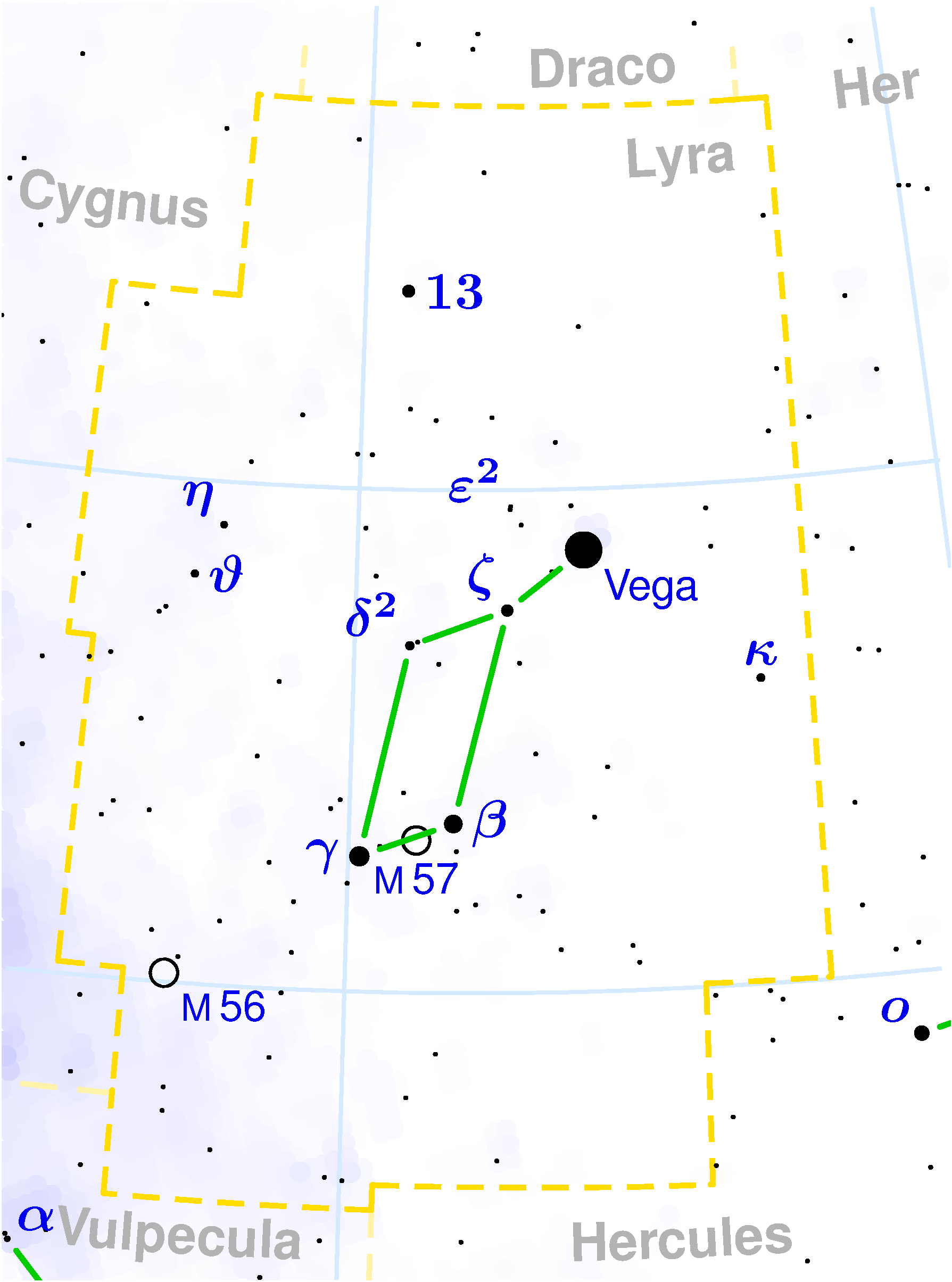
М56 в сузір'ї Ліри

Це кулясте скупчення в Лірі майже губиться на багатому зірками тлі Чумацького Шляху. Він доступний для спостережень майже в будь-який час року, крім середини зими. Але найкращий час для цього — літо, коли М56 в середніх широтах північної півкулі кульмінує поблизу зеніту.
Скупчення розташовується у середини відрізка γ Ліри і β Лебедя. У бінокль це дуже неяскраве скупчення важко відшукати, воно ніби маскується на щільному зоряному фоні. У аматорський телескоп середньої апертури (127—180 мм) скупчення практично не розпадається на зірки. При великому збільшенні видно кілька зірок переднього плану, котрі проектуються на його тіло. Гало скупчення починає розпадатися на зірки в телескоп апертурою 250—300 мм, хоча і при цьому велика частина світла випромінює дифузна складова. По-справжньому зоряну природу М56 можна бачити в телескоп діаметром об'єктива 400—500 мм.
Скупчення дуже нещільне з невеликою концентрацією зірок до центру і вельми нерівномірним розподілом яскравості.

### Сусіди по небу з каталогу Мессьє
- M57 — (на північний захід, між γ і β Ліри) знаменита планетарна туманність «Кільце»
- M29 — (на північний схід, в Лебедя) своєрідне розсіяне скупчення
- M71 — (на південний схід, в Стріли) ще менш концентроване кулясте скупчення

### Послідовність спостереження в «Марафоні Мессьє»
… М107 → М80 →М56 → М4 → М29 …

## Навігатори
Координати:  19г 16м 35.50с, +30° 11′ 04.2″